# Rethel

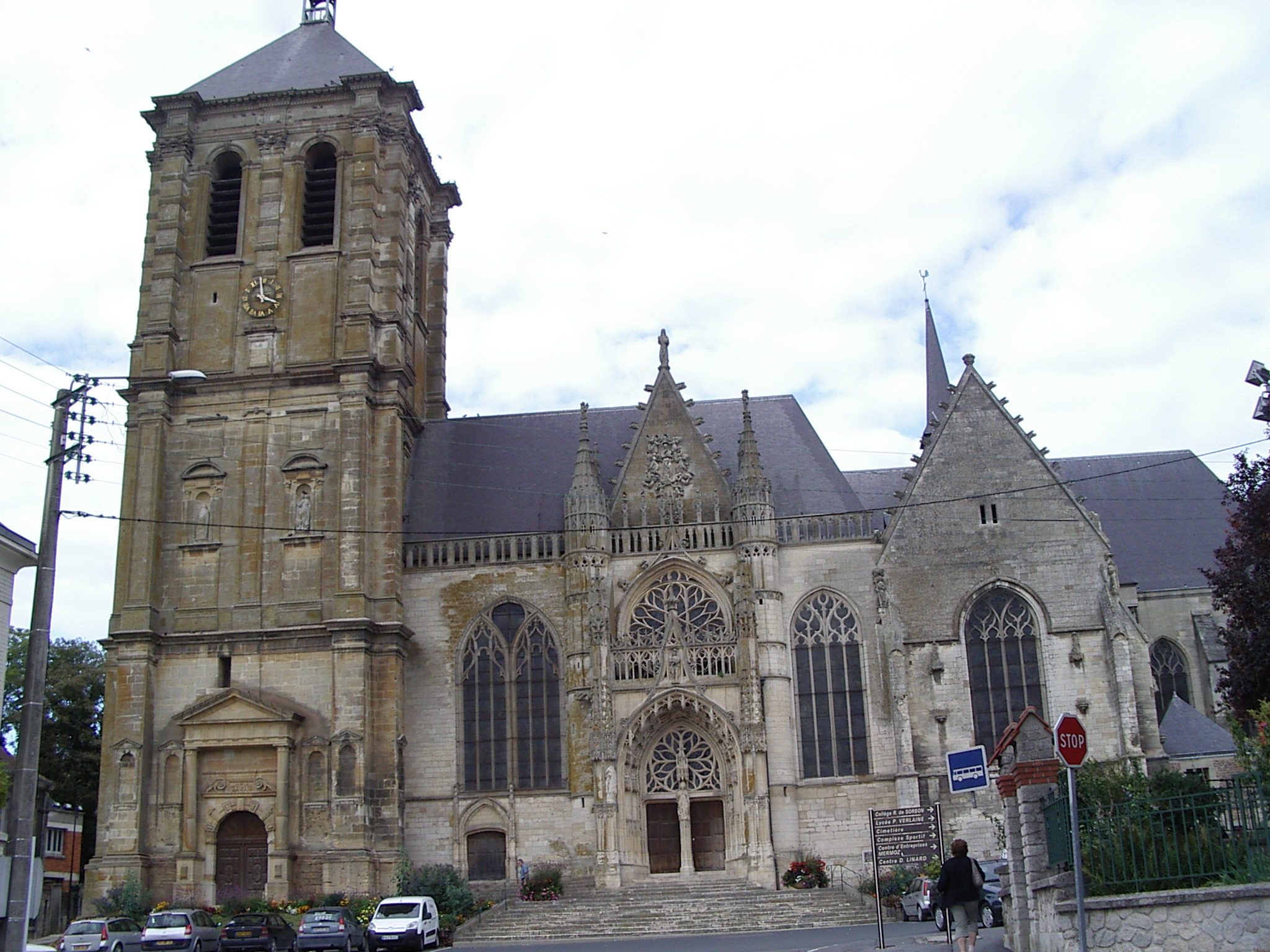
Die Stadtpfarrkirche Saint-Nicolas de Rethel

Rethel ist eine französische Gemeinde mit 7435 Einwohnern (Stand 1. Januar 2022) im Département Ardennes im Nordosten Frankreichs.

## Geografie
Rethel liegt am Fluss Aisne sowie am parallel verlaufenden Canal des Ardennes. Der Fluss Saulces, der im Stadtgebiet weitgehend unterirdisch verläuft, mündet hier in die Aisne.
Die Stadt hat auch einen TGV-Halt auf der Strecke Paris – Sedan, einem Seitenarm der LGV Est européenne. In Rethel beginnt die Grüne Straße Eifel-Ardennen.

## Geschichte
Der Schatz von Rethel ist eine Sammlung gallorömischer Silberschmiedearbeiten. Er wird im Nationalen Archäologischen Museum von Saint-Germain-en-Laye aufbewahrt. 
Rethel war bereits im 11. Jahrhundert Hauptort einer Grafschaft, die 1405 zur Pairie und 1581 zum Herzogtum Rethel erhoben wurde. Die Herzogtümer Rethel und Nevers kamen durch die Ehe der Henriette von Kleve, Tochter des Herzogs Franz I. von Nevers aus dem Hause Kleve-Mark, an Luigi Gonzaga (1566–1595) aus dem Herzogshaus Gonzaga von Mantua. Die Herzogtümer Nevers und Rethel wurden 1659 von Carlo III. Gonzaga an den Kardinal Mazarin verkauft.
Victor Hugo schrieb 1836 in seinem Werk Der Rhein über den Ort:

« Rethel se répand gracieusement du haut d’une colline jusque sur la rivière d’Aisne. »

„Rethel breitet sich graziös von der Höhe eines Hügels bis hinunter an die Aisne aus.“

Die Aisne bzw. ihre Überquerung war in den Jahren 1411, 1543, 1650 (Schlacht bei Rethel), 1814, 1870, 1914 und 1940 Anlass für Schlachten.

### Bevölkerungsentwicklung
| Jahr                       | 1962 | 1968 | 1975 | 1982 | 1990 | 1999 | 2007 | 2019 |
| Einwohner                  | 7359 | 7804 | 8361 | 8339 | 7923 | 8052 | 7793 | 7467 |
| Quellen: Cassini und INSEE |      |      |      |      |      |      |      |      |

## Sehenswürdigkeiten
Typisch für Rethel sind das imposante Rathaus, das große Krankenhaus und die verhältnismäßig große, katholische Kirche, an die sich das Collège Sorbon (französisches Gymnasium) schmiegt. Der Schulhof grenzt an die Mauern der Kirche.

## Persönlichkeiten
Rethel ist der Geburtsort von:
- Thomas Le Seur (1703–1770), Mathematiker
- Jean-Charles de Coucy (1746–1824), Erzbischof von Reims
- Jacques Boucher de Crèvecœur de Perthes (1788–1868), Geologe und Antiquar
- Louis Christophe François Hachette (1800–1864), Verleger
- Hippolyte Noiret (1864–1888), Historiker
- Marcel Kienné de Mongeot (1897–1977), Unternehmer und Journalist
- Maurice Maillot (1906–1968), Filmschauspieler
- Benjamin Afgour (* 1991), Handballspieler

In Rethel wohnten:
- Théodore Karcher, Journalist und Politiker
- Benjamin Lemaire (* 1985), Fotograf, Regisseur, Filmproduzent und Autor
- Louis Jouvet (1887–1951), Schauspieler, Regisseur, Theaterleiter und Schauspiellehrer

Der pfälzische Prinz Philipp von der Pfalz (1627–1650) starb in Rethel. Der deutsche Freiheitskämpfer Friedrich Friesen (1784–1814) wurde 1814 im heute zu Rethel gehörenden Ortsteil Lalobbe erschlagen. Ebenfalls 1814 starb in Rethel der französische General und Politiker Edmond Dubois-Crancé (1746–1814). Hans Erlwein (1872–1914), deutscher Architekt, starb während des Ersten Weltkriegs bei einem Autounfall in der Nähe von Rethel. Der deutsche Sozialist und Gewerkschafter Friedrich Westmeyer (1873–1917) starb in einem Kriegslazarett der Stadt.

## Städtepartnerschaft
- Bitburg (seit 1965)

Es finden Schüleraustausche mit den deutschen Gymnasien Nordhorn und Neubiberg statt.